# SELENE
Pour les articles homonymes, voir Kaguya.

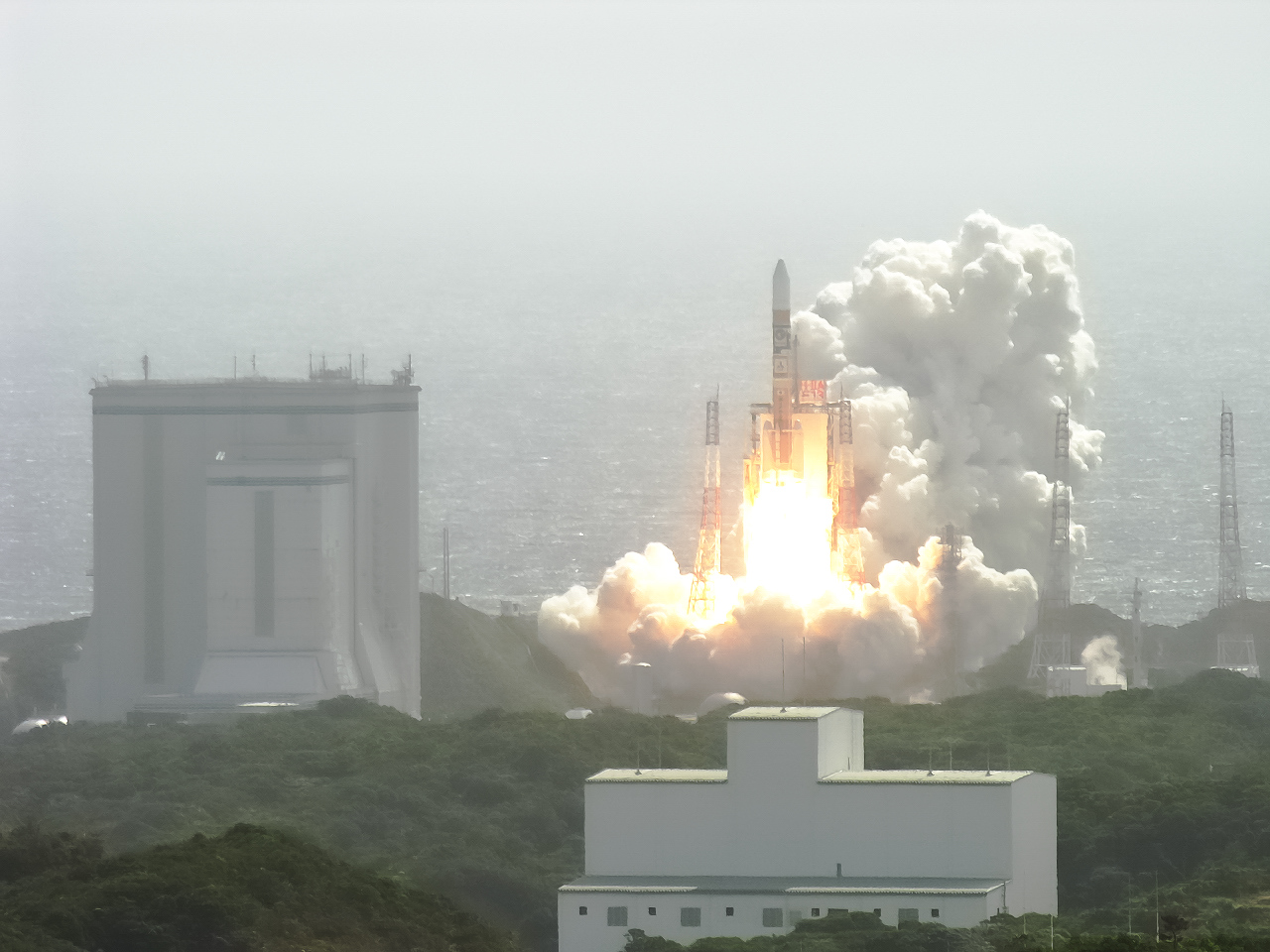
Lancement de la sonde le 14 septembre 2007

SELENE (SELenological and ENgineeering Explorer) ou Kaguya (かぐや) est la première véritable mission spatiale lunaire japonaise. Elle est développée par l’agence spatiale japonaise ISAS dans les années 1990. La sonde spatiale est lancée le 14 septembre 2007 par un lanceur japonais H-IIA à partir de la base de lancement de Tanegashima. Elle s'insère sur une orbite lunaire elliptique le 19 octobre, libère deux mini satellites avant de se placer sur son orbite nominale (orbite polaire circulaire de 100 kilomètres) mi décembre. Elle entame alors sa mission primaire d'une durée de 10 mois qui est prolongée de 8 mois. La mission s'achève en juin 2009 lorsque la sonde spatiale s'écrase volontairement à la surface de la Lune.
Cet orbiteur lourd de 2,8 tonnes emporte 275 kilogrammes d'instruments scientifiques dont deux petits mini satellites. La sonde spatiale a collecté des données très détaillées sur la surface de la Lune (topographie, composition du sol) ainsi que sur l'environnement de la Lune (plasma, champs magnétique et gravitationnel).

## Historique du projet
En 1990 l'agence spatiale japonaise ISAS lance la mission spatiale Hiten accompagnée par un mini satellite Hagoromo dont l'objectif est de mettre au point les techniques qui sont nécessaires pour une mission lunaire. Pour succéder à ce démonstrateur technologique, ISAS décide de développer successivement deux véritables missions lunaires exploitant l'expérience acquise. La première sonde spatiale baptisée Lunar-A est un orbiteur lunaire qui emporte des pénétrateurs destinés à être largués depuis l'orbite lunaire et à s'enfoncer dans le sol lunaire pour mesurer l'activité sismique et fournir des éléments sur la structure interne de notre satellite. La seconde sonde spatiale, baptisé SELENE (SELenological and ENgineeering Explorer), comprend un atterrisseur qui doit se poser en douceur à la surface de la Lune. Le cout des deux projets est évalué à l'époque respectivement à 100 et 188 millions €. Ces deux projets sont développés alors que la Lune connait un regain d'intérêt à la suite de la découverte d'eau à sa surface par la mission américaine Lunar Prospector et au lancement de SMART la première sonde spatiale lunaire de l'Agence spatiale européenne. Mais la mise au point des pénétrateurs est beaucoup plus longue. Le lancement est repoussé en 2004 puis en 2010. En février 2007, la JAXA décide d'arrêter le projet car les pénétrateurs ne sont toujours pas au point et l'orbiteur construit 12 ans plus tôt n'est plus fonctionnel alors que les dépenses déjà engagées se montent à 19,2 milliards yens (environ 200 millions €). Par ailleurs Lunar-A était conçu pour être lancé par la fusée M-V dont la production a été arrêtée en 2006.
La mission SELENE, qui était censée prendre la suite de la mission Lunar-A, repose sur une sonde spatiale de 2,8 tonnes qui emporte 14 instruments, un atterrisseur de 350 kilogrammes et un mini satellite de 40 kilogrammes jouant le rôle de relais de télécommunications. L'atterrisseur après une première prise de vue de la zone d'atterrissage doit recueillir des données à la surface de la Lune durant 2 mois. À la suite de l'abandon de Lunar-A, l'agence spatiale japonaise décide de modifier ces caractéristiques en supprimant l'atterrisseur mais en ajoutant certains des instruments qui devaient être embarqués sur Lunar-A. Il est prévu qu'une deuxième mission SELENE-2, comprenant l'atterrisseur, soit lancée vers 2015. SELENE-1 dont le cout est désormais évalué à 400 millions € (sans qu'on sache si cela comprend les couts du projet Lunar-A). En septembre 2007, soit moins de 8 mois après la refonte de la mission, SELENE-1 est placé en orbite. La mission SELENE-2 sera finalement annulée en mars 2015.

## Objectifs

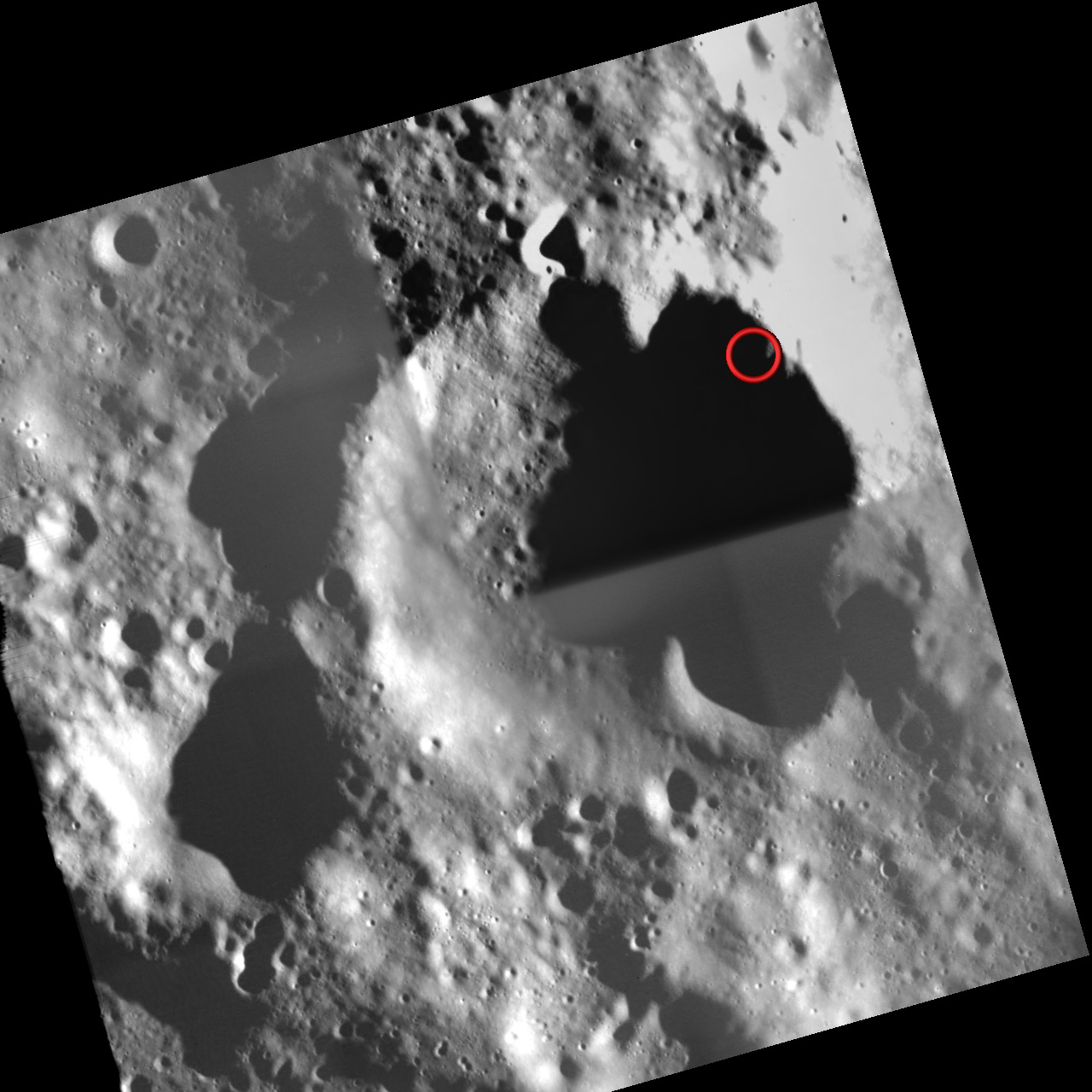
Photo prise par la sonde spatiale européenne SMART montrant la région où SELENE s'est écrasée (cercle rouge).

L’objectif principal de la mission est d’obtenir des données scientifiques sur l'origine et l'évolution de la Lune et de développer les technologies qui seront mises en œuvre par les futures missions d'exploration lunaire. Les données scientifiques seront également utilisées pour déterminer les ressources lunaires qui pourront être exploitées dans le futur. Les objectifs détaillés sont les suivants :
- bien que la Lune soit l'objet le plus étudié après la Terre dans le système solaire, son origine et son évolution restent des sujets controversés. La mission principale de Kaguya est de caractériser de manière globale la surface de la Lune et d'effectuer des mesures détaillées de la gravité. Pour remplir l'objectif principal, la mission doit fournir des données caractérisées par un niveau de qualité et une résolution élevés portant sur l'abondance des éléments chimiques, les champs magnétique et gravitationnel ainsi que les mouvements de précession[4].
- la mission doit étudier les particules énergétiques, le champ magnétique et le plasma qui environnent la Lune. Ces mesures de l'environnement lunaire ont non seulement une valeur scientifique importante mais elles apportent également des informations importantes pour les futures missions avec équipage à la surface de la Lune[5].
- durant son séjour près de la Lune, Kaguya doit étudier le plasma présent à proximité de la Terre. Des images prises dans des longueurs d'onde allant de l'ultraviolet lointain à la lumière visible doivent permettre de préciser la dynamique de la plasmasphère terrestre[6].
- l'étude de la topographie des régions polaires de la Lune doivent fournir des informations fondamentales pour la construction d'un observatoire astronomique à la surface de la Lune[6]

## Déroulement de la mission
La sonde spatiale est lancée le 14 septembre 2007 depuis la base de lancement de Tanegashima par une fusée japonaise H-IIA et placée sur orbite haute fortement elliptique. Après avoir parcouru 2,5 orbites terrestres en relevant à chaque fois son apogée, la sonde spatiale utilise sa propulsion pour s’insérer sur une orbite lunaire polaire très elliptique (100 x 13000 km, inclinaison orbitale de 90°) le 4 octobre 2007. La sonde réduit progressivement son apolune à 100 kilomètres. Elle libère deux mini satellites, Rstar et Vstar, respectivement les 4 et 9 octobre : le satellite relais Rstar/Okina est placé sur une orbite elliptique de 100 x 2400 kilomètres tandis que le satellite Vstar/Ouna est placé sur une orbite de 100x800 km. Le 18 octobre, la sonde spatiale manœuvre pour se placer sur son orbite de travail finale. Sur cette orbite polaire circulaire à une altitude de 100 kilomètres les 4 antennes de 15 mètres de long et le mat portant les capteurs du magnétomètres sont déployés. Après une phase d'évaluation de 2 mois, les opérations scientifiques débutent le 21 décembre,.
La phase primaire de la mission s'achève en octobre 2008. L'engin spatial fonctionne de manière nominale et l'agence spatiale japonaise décide de prolonger la mission jusqu'en juin 2009. Le 1er février 2009, l'altitude de l'orbite est abaissé à 50 km puis le 16 avril la périlune (périgée) est maintenue entre 10 et 30 kilomètres pour permettre de recueillir des données avec une meilleure résolution spatiale. La sonde spatiale est volontairement détruite lorsqu'elle touche la surface de la Lune le 10 juin 2009 à 18 h 25 UTC. Le point d'impact se situe près du pôle Sud dans une région du Sud-Est de la face visible de la Lune près du cratère d’impact « Gill,. Les astronomes du Télescope anglo-australien purent observer l’impact en direct».

## Caractéristiques techniques
KAGUYA comprend en un satellite principal  auquel sont amarrés deux petits mini satellites (de 53 kg) dont un satellite relais « Rstar / Okina », conçu pour éviter les coupures de liaison avec la Terre lorsque la sonde principale vole au-dessus de la face cachée. Le second mini satellite s’appelait « Vstar / Ouna ». Le satellite a approximativement la forme d'un parallélépipède de 4,8 mètres de haut avec une section de 2,1 × 2,1 mètres. Il pèse 3 000 kg au lancement dont 1 200 kg d'ergols et 300 kg d'instrumentation scientifique. Les panneaux solaires formant une aile unique déployée dans l'espace fournit 3500 watts. Le système propulsif UPS (Unified Propulsion System) d'une masse à sec de 152 kg repose sur l'utilisation de deux ergols hypergoliques : le MON-3 et l'hydrazine. La sonde spatiale dispose d'un moteur-fusée principal OME (Orbit Maneuvering Engine) bi-ergols de 500 newtons de poussée (impulsion spécifique environ 320 secondes) ainsi que de 12 propulseurs de 20N. et 8 propulseurs de 1 N. mono-ergols. La pression dans les réservoirs des ergols est maintenue constante dans les deux réservoirs de carburant et le réservoir de comburant grâce à de l'hélium sous pression. La sonde spatiale emporte environ 835 kg d'hydrazine, 355 kg de MON-3 et 5,4 kg d'hélium. Le propulseur OME est utilisé pour l'injection sur la trajectoire de transfert vers la Lune et l'insertion en orbite lunaire. Les moteurs de 20 N. de poussée sont utilisés pour le contrôle d'attitude tandis que les moteurs de 1 N. sont utilisés en secours pour les manœuvres orbitales. Le contrôle thermique est à la fois passif et actif. La régulation passive est prise en charge par des revêtements isolants et des radiateurs tandis que le système actif combine des persiennes mobiles (pour évacuer la chaleur excédentaire) et des résistances chauffantes.

### La charge utile
La charge utile de la sonde spatiale est constituée par 13 instruments  et deux mini-satellites d'une masse totale de 275,4 kg :
- un spectromètre rayons X XRS et un spectromètre gamma GRS doit déterminer l'abondance des éléments chimiques à la surface de la Lune.
- une caméra fonctionnant dans plusieurs bandes spectrales MI et un spectromètre SP doivent déterminer l'abondance des minéraux.
- une caméra couplée avec un sondeur radar LRS et un altimètre laser LALT doivent déterminer la topographie de la surface et des couches superficielles.
- le micro-satellite relais RSAT et la source radio VLBI transportée par l'autre micro-satellite VRAD doivent permettre de cartographier le champ gravitationnel de la Lune.
- le spectromètre de particules chargés CPS, le magnétomètre (LMAG), l'instrument de mesure du plasma PACE, l'expérience de science radio (RS) et l'imageur de plasma de la haute atmosphère UPI doivent déterminer l'impact des rayons cosmiques et du vent solaire sur la Lune et la Terre.
- une caméra haute définition (TVHD) est fournie par la NHK. Cette caméra est d’abord testée vers la Terre alors que la sonde volait vers la Lune. Les images obtenues par cette caméra de la Terre puis de la Lune sont remarquables et d’une très grande finesse[11].

### Mini-satellites
La sonde spatiale emporte deux mini-satellites aux caractéristiques similaires. En forme de prisme octogonal (0,99 m × 0,99 m × 0.65 m.) leur masse est de 57 kilogrammes. Les cellules solaires qui recouvrent le corps de chaque satellite fournissent 69 watts. Les satellites sont stabilisés par rotation. Le satellite RSAT/Okina emporte deux expériences scientifiques RSAT-1 et VRAD-1 d'une masse totale de 15,1 kilogrammes tandis que le satellite Ouna emporte une unique expérience VRAD-2 d'une masse de 10,46 kg.

## Résultats

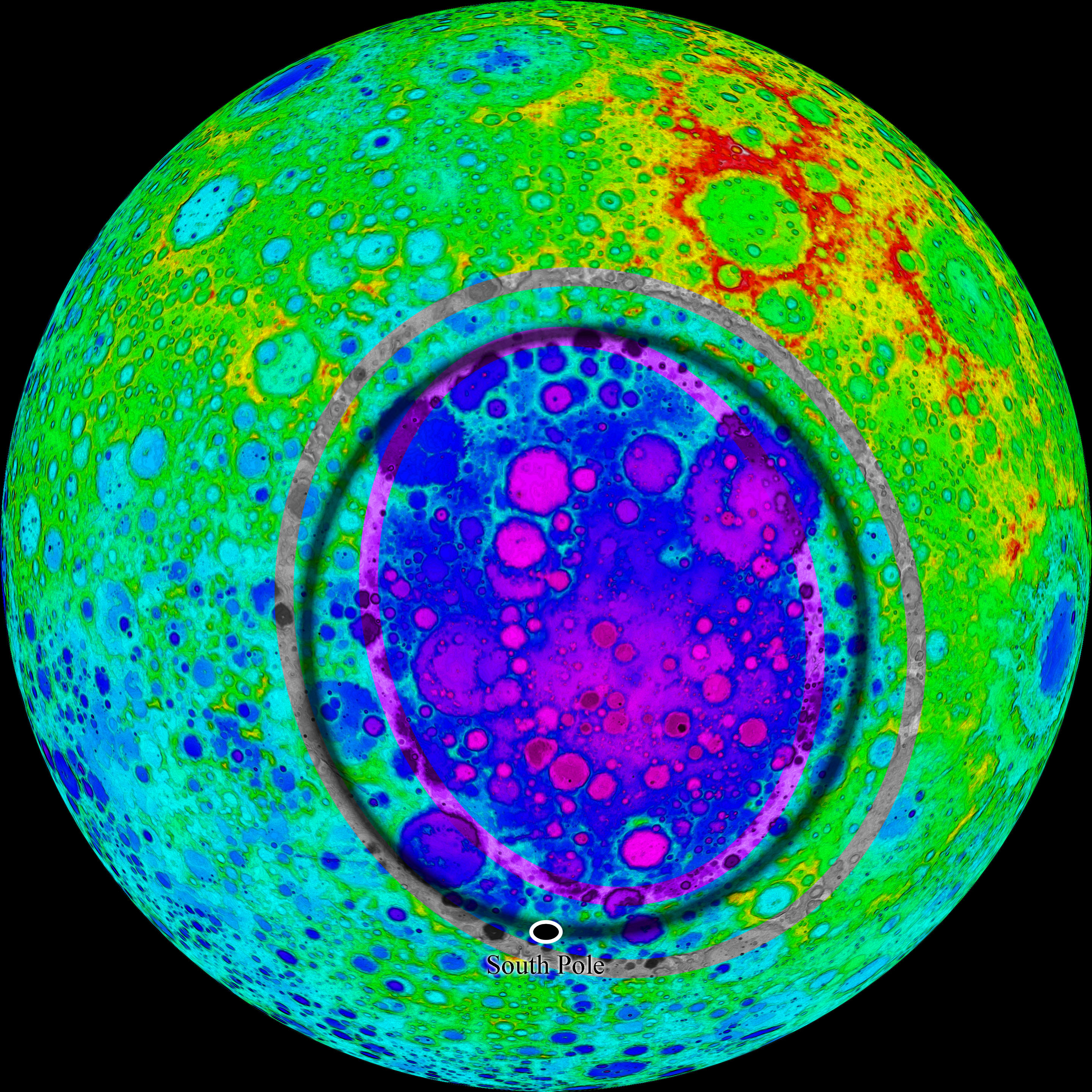
Carte topographique du bassin Pôle Sud-Aitken à partir des données de KAGUYA. Le rouge représente une élévation élevée, le violet représente une élévation basse. Les anneaux elliptiques violets et gris tracent les parois intérieures et extérieures du bassin (l'anneau noir est une ancienne approximation de ses limites).

Les principaux résultats identifiés en 2011 sont les suivants  :
- identification d'affleurements d'anorthosite omniprésents dans les pics centraux des cratères d'impact de grande taille grâce aux données fournies par les instruments MI et SP.
- découverte de multiples couches réfléchissantes des ondes radioélectriques sous les mers lunaires (données fournies par l'instrument LRS)
- identification d'anomalies du champ gravitationnel au-dessus de la face cachée de la Lune grâce aux mesures effectuées avec le mini satellite RSAT.
- confirmation de la topographie lunaire à l'aide de l'altimètre laser LALT.
- réévaluation de l'épaisseur de la croute
- réévaluation de la date de formation des mers lunaires par comptage des cratères sur les images prises par l'instrument TC.
- confirmation des anomalies magnétiques et de mini magnétosphères par LMAG et PACE.
- confirmation de la distribution globales du potassium, de l'uranium et du thorium à la surface de la Lune grâce à des données fournies par l'instrument GRS.
- découverte de la réflexion des protons du vent solaire par la surface de la Lune (données de l'instrument PACE)
- confirmation des durées d'illumination des régions polaires à partir de données topographiques fournies par l'altimètre laser LALT.

## Honneur
L'astéroïde (10880) Kaguya est nommé en son honneur.

### Articles de références
- (en) Manabu KATO, Susumu SASAKI, Yoshisada TAKIZAWA et al., « The Kaguya Mission Overview », Space Sci, vol. 154,‎ 25 aout 2010 (DOI 10.1007/s11214-010-9678-3, lire en ligne)  — Description de la mission
- (en) Manabu KATO, Susumu SASAKI, Yoshisada TAKIZAWA et al., « Science Summary of Kaguya Mission », JSASS Aerospace Tech, vol. 10, no ists28,‎ 2012 (lire en ligne)  — Synthèse des résultats de la mission

### Vidéos
- (en) Vidéos de la surface de la Lune prises par la caméra HDTV installée à bord de Kaguya.